# کوتاه و بلند
کوتاه و بلند (دانمارکی: En kort en lang) با نام انگلیسی تکونش بده (انگلیسی: Shake It All About) یک فیلم کمدی رمانتیک و درام دانمارکی است که در سال ۲۰۰۱ منتشر شد.

## داستان
این فیلم در مورد زوج همجنس گرا یورگن و جیکوب است که در یک شراکت شاد زندگی می کنند. جیکوب از یورگن می خواهد که با او ازدواج کند و او با خوشحالی می پذیرد. با این حال، جیکوب عاشق کارولین زنی می شود که اتفاقاً با تام، برادر یورگنس ازدواج کرده است. جیکوب پاره شده است زیرا هم یورگن و هم کارولین را می خواهد. جیکوب کارولین را باردار می کند و می خواهد کار درست را با ازدواج با او انجام دهد. جیکوب فقط برای مدت طولانی می تواند مخفی بماند.

## بازیگران
- مس میکلسن
- گیتا نوربی
- زلاتکو بوریچ
- بندیکته هنسن
- آندرس توماس ینسن
- لارس یوردسهوی
- لارکه وینتر آندرسن
- الین هیلینگسو
- تروئلس لیوبی
- تامی اوست